# اسلام‌آباد چهل‌چشمه
اسلام‌آباد چهل‌چشمه، روستایی از توابع بخش ارژن شهرستان شیراز در استان فارس ایران است.

## جمعیت
این روستا در دهستان قره‌چمن قرار دارد و براساس سرشماری مرکز آمار ایران در سال ۱۳۸۵، جمعیت آن ۱۲۷ نفر (۲۱ خانوار) بوده‌است.